# カール・フェルディナンド・ゾーン
カール・フェルディナンド・ゾーン（Karl Ferdinand Sohn、1805年12月10日 - 1867年11月25日）はドイツの画家。

## 略歴
ベルリンで生まれた。18歳からベルリンの美術学校で学び、その後フリードリッヒ・ヴィルヘルム・フォン・シャドーの教えるベルリンの個人美術学校で学ぶが、シャドーがデュッセルドルフ美術アカデミーの校長に任じられたため、1827年に、他の学生とともにデュッセルドルフ美術アカデミーに移った。
1829年には展覧会に出展し、1830年のベルリンの展覧会に出展した作品は批評家から賞賛を得た。学生仲間のエドゥアルト・ベンデマンらと共に、オランダ、ベルギーを常に旅し、1830年にはシャドーと共にローマに旅し、1831年までとどまり、ロマン派の画家に大きな影響を受けた。初期には宗教的な題材や、文学作品を題材とした作品を描いた。
デュッセルドルフ美術アカデミーの校長となったシャドーとの対立により、教授のハインリヒ・クリストフ・コルベらが、アカデミーを去った後任として、アカデミーで教えた。この時期の生徒にはルドルフ・ヨルダンかいる。4年程で、教授を辞めるが、1859年にシャドーが健康上の問題で引退した後、教授に復帰し、没するまで教授を続け、多くの画家を育てた。
息子のカール・ルドルフ・ゾーン（Karl Friedrich Rudolf Sohn:1845-1908)は肖像画家として有名になり、甥で、義理の息子となったヴィルヘルム・ゾーン(Johann Wilhelm August Sohn:1829-1899)も画家になった。孫たちのアルフレッド・ゾーン＝レーテル(Alfred Sohn-Rethel:1875-1958)やオットー・ヴィルヘルム・ゾーン＝レーテル(Otto Wilhelm Sohn-Rethel:1877–1949)、カール・ゾーン＝レーテル(Karli Sohn-Rethel:1882-1966）も画家となった。

## 作品

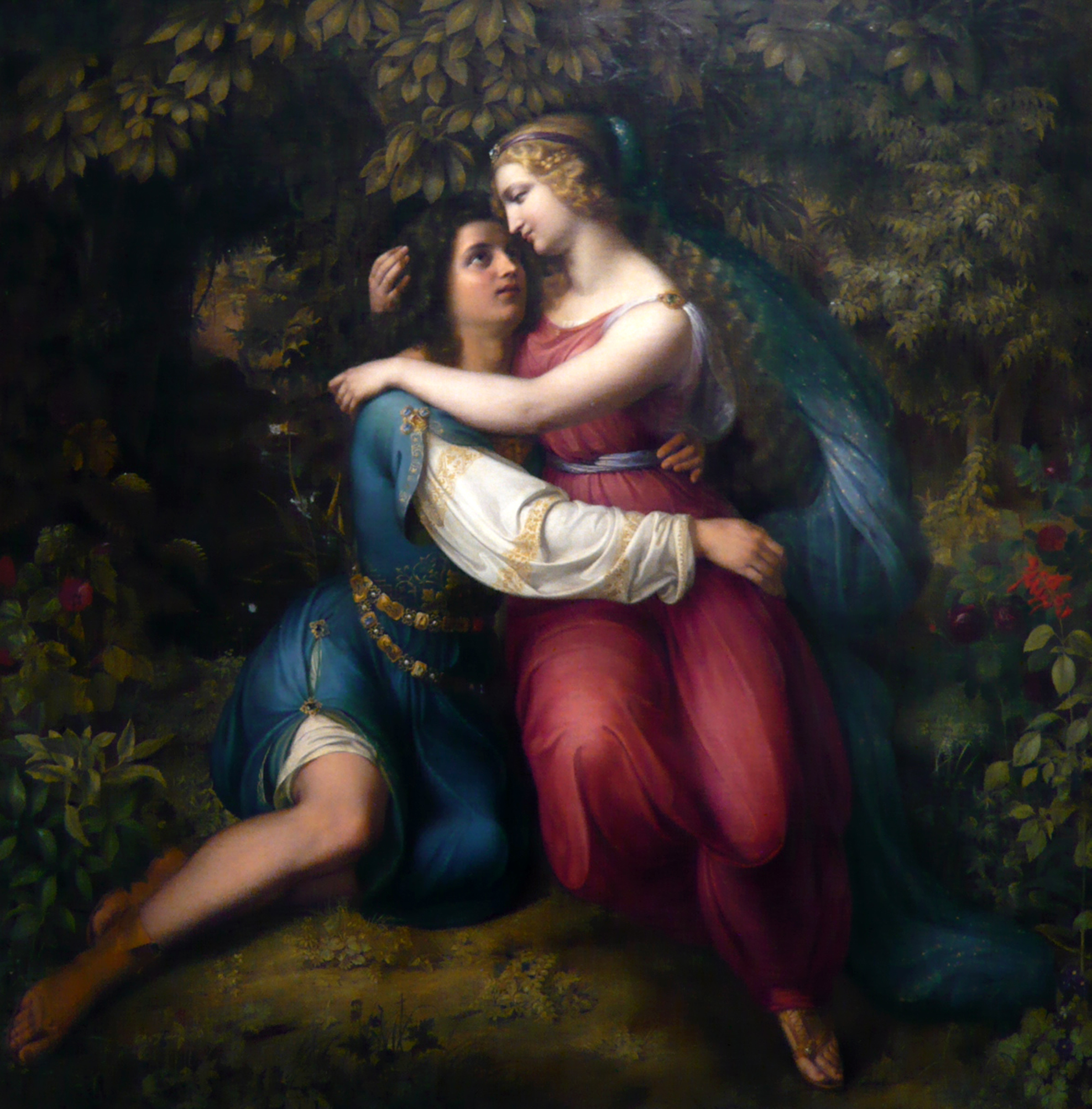
リナルドとアルミーダ (1828)
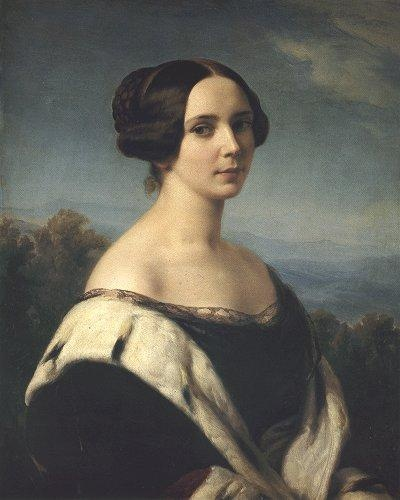
Marie Antoinette Stein
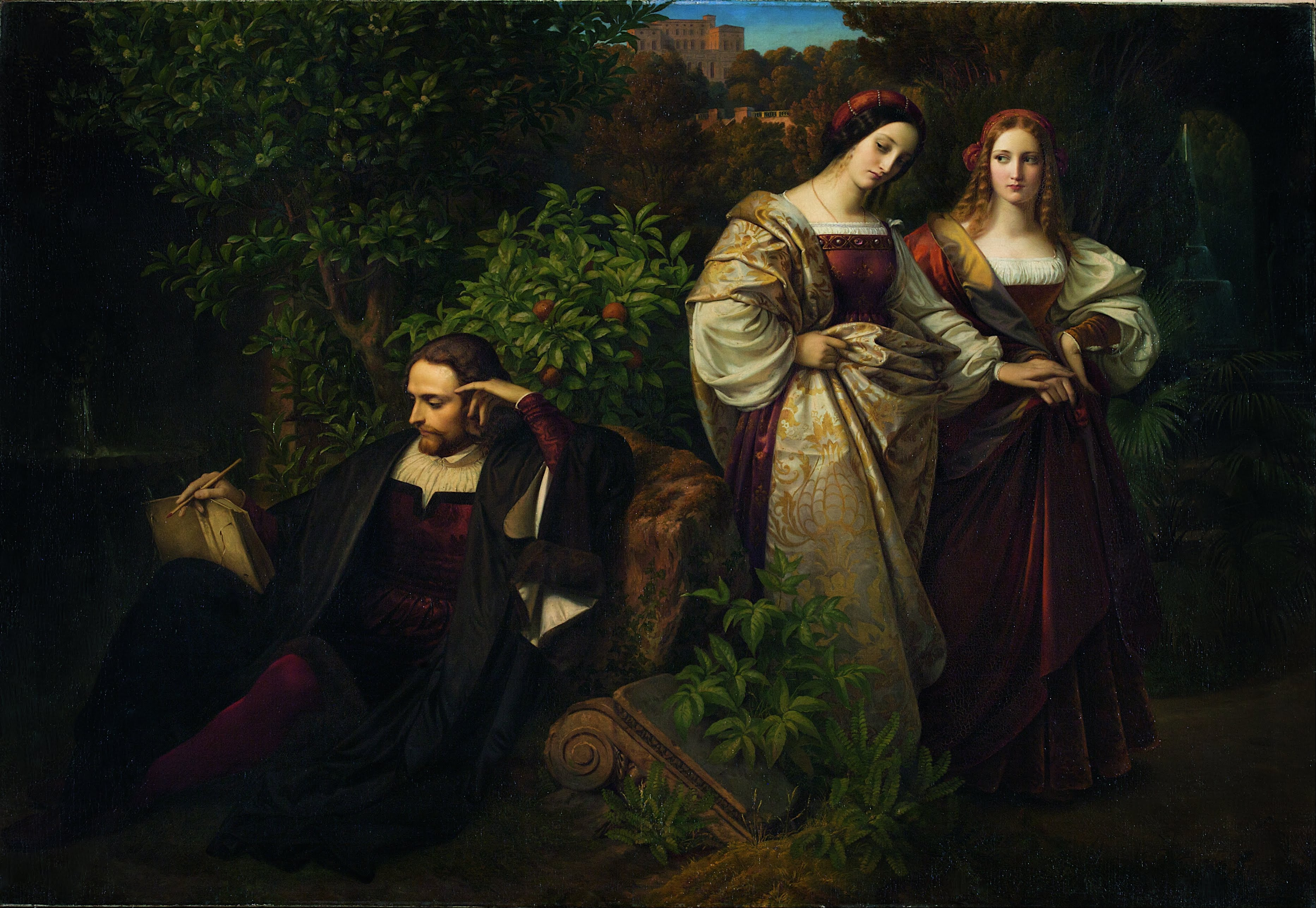
トルクァート・タッソと2人の女性(1839)
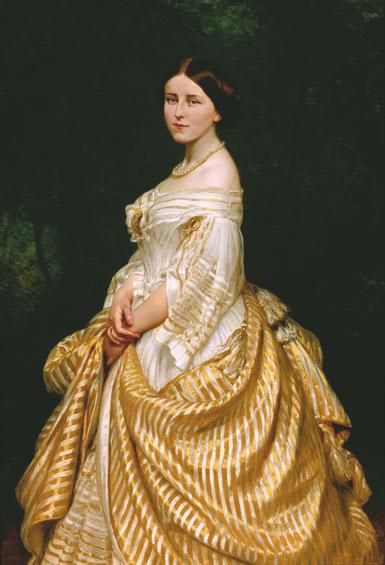
ポルトガル王妃シュテファニー